# Ròtova
Ròtova (nom en valencien, officiel depuis le 27 novembre 2020 ; en castillan : Rótova) est une commune d'Espagne de la province de Valence dans la Communauté valencienne. Elle est située dans la comarque de la Safor et dans la zone à prédominance linguistique valencienne.

## Géographie

Localisation de Rótova
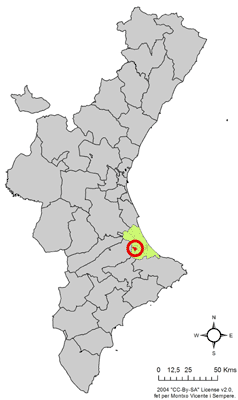
dans la Communauté valencienne.
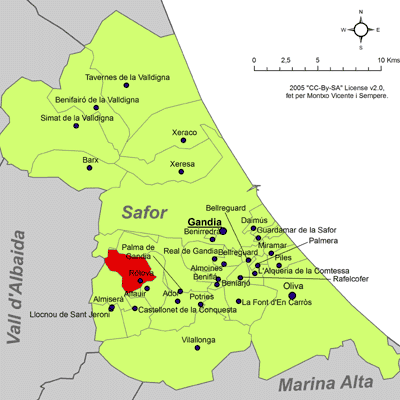
dans la comarque de la Safor.

## Patrimoine
- Monastère de Saint-Jérôme de Cotalba

### Sources
- (es) Cet article est partiellement ou en totalité issu de l’article de Wikipédia en espagnol intitulé « Alcácer » (voir la liste des auteurs).